# Râul Sterpu, Olt
Râul Sterpu este un curs de apă, afluent al râului Olt. 